# 里村明衣子
里村 明衣子（さとむら めいこ、1979年11月17日 - ）は、日本の元女性プロレスラー。新潟市西区出身。血液型O型。現在はセンダイガールズプロレスリング株式会社代表取締役社長として、同団体の経営及びコーチ業に携わっている。愛称は「女子プロレス界の横綱」。長与千種に師事し、日本女子プロレス史上最年少（当時）となる15歳でデビュー。正統派ベビーフェイスとして打撃重視の試合スタイルを特徴としていた。センダイガールズプロレスリング（以降仙女）、WWE、GAEA JAPANなどでの活動で知られる。
2011年以降は仙台市に根ざした活動を特徴とする"仙女"で経営者、指導者、選手を兼任。世界最大のプロレス団体WWEでの選手及びコーチ業を含め自団体以外でも活動した。
30年間のプロレスキャリアの中で、センダイガールズワールド王座（2度）、NXT UK女子王座、ワールド・オブ・スターダム王座等の獲得歴があり、女性初のKO-D無差別級王者でもある。
2021年のWWEとの契約以前より海外団体への参戦には積極的で、2019年には英国最王手のプログレス（英語版）の女子王座を獲得している。女子プロレス大賞2013受賞者、 2022年のPWI誌の Women's 150 で22位。

## 所属
- GAEA JAPAN（1994年 - 2005年）
- センダイガールズプロレスリング（2005年 - 2025年）
- WWE（2021年 - 2024年 ）

## 経歴

### 幼少期
1979年に新潟市に生まれる。3歳から姉の影響で「新潟県で一番厳しい」と言われる柔道場に通い始め、週2回の稽古に励んだ。幼い頃から自立心が強く、3歳でひとりで買い物に行くなど積極的な性格であったという。小学生時代はピアノ、習字、塾、陸上など多くの習い事に取り組んだ。将来の夢は女優であった。
ただ保育園時代、父が知人の保証人となって多額の借金を抱え、家庭は金銭問題で荒れていく。家族内のけんかも増え、里村は「早く家を出たい」と強く思うようになる。
そんな中、中学2年生の時に新日本プロレスを観戦しプロレスに興味を持つ。だがプロレスラーを志したきっかけは、1993年4月2日の全日本女子プロレス横浜アリーナ大会であった。神取忍対北斗晶や豊田真奈美の激しく美しい試合に「世の中にこんな強い女性がいるんだ｣と衝撃を受けた。
また女子プロレスラーのドキュメンタリーで、新人選手が先輩の付き人として雑用をするシーンを観て、｢ここで修行したら、人として成長できる｣、｢厳しいことに挑戦したい｣とも思ったという。

### GAEA JAPAN（1994～2005）
レスラーを目指し『ワールドプロレスリング』や書籍などで自分なりのトレーニングを重ねる中、1994年に長与千種がGAEA JAPAN（ガイア・ジャパン）という新団体を旗揚げすることを知る。同団体のオーディションを受け、参加者中トップの成績で合格。GAEA JAPANの旗揚げ戦に間に合うように中学3年の1月に入門したが、3学期は学校に行かなくても卒業できるように、校長が教育委員会に掛け合ってくれたという。
長与の付け人を務めながら厳しいトレーニングに明け暮れ、翌年の1995年4月15日、後楽園ホールでの加藤園子戦にて15歳という女子プロ史上最年少（当時）でデビュー。｢脅威の新人｣と一躍注目を集めた。また1996年頃には米国のWCWへの参戦歴もある。
その後、女子プロレス団体の共催企画『ジュニア・オールスター戦』のメインイベントに抜擢され、敗北するもMVPを受賞。1998年4月には長与から後継者指名を受け、団体のエース候補としての期待と注目が高まっていく。
その後、デビル雅美との抗争を経て、ダイナマイト・関西、尾崎魔弓にも勝利。旗揚げ6周年大会では北斗晶とのケンカマッチに勝利。またアジャ・コングとのタイトルマッチに勝利した里村は2001年12月にGAEA初の生え抜きAAAWシングル王者となる。
団体最高位のタイトル獲得した里村であったが、女子プロレス人気の下降もあり、徐々に団体の集客は落ち始める。また王者になっても団体の厳しい規則は変わらず不満と焦りが募っていった。パチンコに熱中し、また腰椎捻挫と椎間板ヘルニアを発症し8ヶ月間の長期欠場も経験。追い打ちをかけるように、所属選手らの退団などにより2005年にGAEA JAPANは解散となってしまう。なお解散興行ではついに師匠、長与千種との一騎打ちが実現し勝利を掴む。これが長与の引退試合となった。

### センダイガールズプロレスリングなど日本での活動（2005～）
そんな折みちのくプロレスの新崎人生から仙台市を拠点とする新団体の旗揚げの誘いを受けるが、これが自身が引退まで選手として所属することとなる『センダイガールズプロレスリング』（以下仙女）であった。自身と新人４人の小さな団体であり、当時31歳の里村はエースとして活躍する一方で、新人育成などコーチ役や広報業務も任されることとなる。
2006年の仙台サンプラザホールでの旗揚げ戦ではアジャコングとの一騎打ちに勝利。旗揚げ戦は2498人の超満員となった。旗揚げに至る様子はTBC東北放送にて、ドキュメンタリーとして放送された
しかし翌年日向あずみのランニングニーバットで右眼窩底骨折の重傷を負い、3度の手術を伴う長期欠場に入る。欠場中はリハビリと新人育成に専念し、若手強化を目的とした「じゃじゃ馬トーナメント」を企画した。
2008年10月にアジャ・コング戦にて復帰。2009年4月には「Yes We Can 1dayトーナメント」で優勝するも、6月に椎間板ヘルニアを再発し再び長期欠場。欠場中にはタイ・バンコクでジムに住み込みでムエタイ修行を行っていた。翌年には団体初の宮城県外興行を開催。
2011年8月1日には新崎人生から団体運営を引き継ぎ、自ら社長に就任する。同年3月の東日本大震災により、事務所は建物が半壊。パソコンのデータは全損し引継ぎもなく、団体の解散も検討されていたような状態での社長就任である。大会開催のための会場の押さえ方すら知らない状態で、会社経営や雑用、指導者としての業務や自身の試合のい準備などあらゆる業務を兼任して、ほとんど"パンク状態"であった。しばらくはリングも道場もないため公園で練習し、スタッフが0人の時期は電話の問い合わせ、クレーム対応、リング運搬のためのトラックの運転まで自身で行っていたという。選手がDASH・チサコとの二人のみという時期もあったが、震災のあった2011年も東京や大阪などで興行を継続していく。
2012年3月20日、スターダム後楽園大会にて同年代の高橋奈苗が保持するワールド・オブ・スターダム王座に挑戦。「女子プロレス頂上対決」と謳われた一戦は里村が敗れた。同年11月の地元新潟大会及び、12月の仙台大会はそれぞれテレビ新潟とミヤギテレビにて地上波放送された。
2013年4月にはスターダム両国国技館大会にて彩羽匠デビュー戦の相手として対戦（長与に憧れプロレス入りした彩羽の逆指名）。また同年、自身初の女子プロレス大賞を受賞する。
2014年6月、小橋建太主催の『FortuneDream1』に出場。
2015年、デビュー20周年を記念し日本郵便より日本人レスラー初となるオリジナルフレーム切手が発売された。また5月には「NPCJ」のボディコンテストにも出場している。
7月のスターダム後楽園大会では宝城カイリを下しワールド・オブ・スターダム王座を奪取。翌月のDDT両国大会では天龍源一郎と対戦している。
同年12月には仙台の番組等で共演しているサンドウィッチマンらも出席したデビュー20周年パーティーが開催され、東北放送の『サタデーウォッチン』で生中継された。
2017年11月17日、自身の誕生日に初のエッセイ本『「かっこいい」の鍛え方。』を出版。
2018年12月には2018年週刊プロレスグランプリにおいて、女子プロレスグランプリを受賞。
2019年3月、DDT後楽園大会でDASH・チサコと橋本千紘らとKO-D6人タッグ王座を獲得。女性初の同王者となる。同年5月にはWWEのブランド、NXTの臨時コーチに就任した。
8月にはDDT新木場大会において、男色ディーノからKO-D無差別級王座を奪取し、こちらも女性初の戴冠となった。

### 海外での活動。WWE契約まで（2011～2021）
2011年、かねてから海外志向の強かった里村はWWEの海外担当者に資料をそろえて自身を売り込む。トライアウト受験を目指したが、当時のWWEは女子レスラーに試合スキルよりもルックスやセクシーさを求めるディーヴァが主流であり、｢あなたのようなスタイルのレスラーは今は必要ない｣と短いメールで不合格となった。自身の価値を否定されたと里村はショックを受けるも、これで仙女を続ける覚悟も得たという。
それでも翌年里村は米国の小規模団体に自らを売り込み、自費で飛行機のチケットを手配して、300人ほどの小さな大会で試合をする機会を得る。｢名前がコールされても歓声は上がらず、リングを見てもいない｣ような中でも、試合内容で総立ちの盛り上がりを引き出し、これを契機に海外からオファーが来るようになる。
その後も年に1度ほどのペースで渡米。2015年にはアメリカの団体CHIKARA（チカラ）の６人タッグトーナメント「King of Trios」で優勝。この試合をたまたま観戦していたWWE所属のレスラーが里村を絶賛したことで海外での評価を高めていく。
2018年3月30日にはイギリスの団体ファイトクラブ：プロに初参戦し、クリス・ブルックスから男子団体の最高位のタイトルを獲得。翌日も同団体のビッグマッチにて男女混合戦に出場。ラスカルズと組みオージー・オープン&トラビス・バンクス組と対戦した6人タッグ戦であったが、この試合が海外でのブレイクのきっかけとなったと里村は語っている。それまでの男女混合戦では男子レスラーは女子レスラーに対し大技を使うことは少なかったものの、里村の受けの技術や反撃の強さから大技の飛び交う派手な展開となり、海外選手やファンからの評価を得たという。
同年8月には過去に"門前払い"をされたWWEからもオファーを得て、女子トーナメントメイ・ヤング・クラシックに参戦。準決勝でトニー・ストームに敗れ優勝を逃すが、WWE役員のトリプルＨから高い評価を受ける。
この頃までには、米国や英国のプロレス界では男女レスラー間の格差是正が目指され、女子選手の試合スキルにも注目が集まるようになっていた。例えばWWEでは先述のディーヴァ路線は廃され、またそのほかの海外団体でも女子王座の設立や女子トーナメントの開催が相次いでいた時期であった。そのような流れも追い風とし、里村は2018年10月にはドイツの団体「WXW」の女子トーナメントで優勝。2019年の9月には英国最王手のプログレスの女子王座をジョーダン・グレイスから獲得。同年5月にはWWE傘下ブランドのNXTの臨時コーチとして3ヶ月ほどWWEパフォーマンスセンターで特別コーチを務めた。

### WWE（2021～2024）
2021年1月、WWEとコーチ兼選手として契約（仙女の代表職は維持するという特殊な形式であった）。英国を拠点とするNXTの姉妹ブランド、NXT UKに継続参戦することとなった。同年6月には在位600日以上であった絶対王者ケイ・リー・レイを下し、NXT UK女子王座を獲得。SNSでは｢人生で最も素晴らしい日｣と喜びを語っている。同月を最後に日本での試合は休止し、英国に移住。その後も一年の半分は海外で過ごすような生活を続け、英国でNXT UK所属選手らにコーチとして指導を続けた。王者としてはNXT UKでブレア・ダベンボート、ザイヤ・ブルックサイドらに対して防衛を重ねた。
NXT UKの放送終了に伴い、2022年8月より米国の本家NXTに合流する。特番Worlds CollideにてNXT女子王者マンディ・ローズおよびブレア・ダベンボートとの3way方式のNXT女子王座とNXT UK女子王者の統一戦に挑む。ただダベンボートがローズにピンフォールを取られ、里村のNXT UK女子王座は在位451日で幕を閉じた。
数ヶ月の欠場後2023年2月のNXTにて復帰し、NXT女子王者ロクサーヌ・ペレスと組んでカタナ・チャンス＆ケイデン・カーター組に勝利。試合後、里村はペレスに王座挑戦を表明し、ペレスもこれを承諾した。翌月の「NXT Roadblock」でのタイトル戦では里村は丸め込みで敗れたが、試合後のリングでペレスを称えた。これが里村のWWEのTV番組での最後の試合となった。

### 引退ロード（2024-2025）
2024年6月に｢FortuneDream｣に参戦。これは里村の日本国内での（あるいはWWE以外の団体での）約3年ぶりの試合となった。
2024年7月27日、里村はプロデューサー及びコーチ業に専念するため、現役30周年の節目となる来春に引退すると発表した。
過去2年は年間10試合程度であった里村は、この頃から試合数を大幅に増やし"引退ロード"として多くの団体に参戦していく。7月のWWE日本公演ではベイリー、ビアンカ・ブレアらと組み、イヨ・スカイ、カイリ・セインらとの8人タッグに勝利。引退発表日にはWWE女子王者ベイリーとの王座戦も組まれるが王座獲得はならなかった。これがWWEでの最後の試合となった。
その後も様々な団体に参戦し、Sareee、高橋奈七永、彩羽匠、荒井優希、Chi Chiらの他、男子選手の拳王、鈴木みのるらとシングルで対戦。特に2025年2月16日のウナギ・サヤカとのシングル戦は後楽園ホールでの38年ぶりのワンマッチ興行（1試合のみの興行）であったが、超満員札止めの1603人を集めるなど話題を呼んだ。
台湾やドイツのwXwなど海外団体にも参戦。特にNXT UK時代を含めてゆかりのある英国ではICHIBAN Wrestlingが"The Last Of Satomura"と銘打った興行で送り出した。里村はメインイベントでミリー・マッケンジー、ニナ・サミュエルらを破り、勝利で飾った。
自身の本拠地である仙女では12月にDASH・チサコからセンダイガールズワールド王座を奪取。団体初の東京でのビッグマッチとなった3月の代々木大会で"愛弟子"橋本千紘に敗れるまで約3ヶ月間王座を保持した。
4月29日の引退興行「里村明衣子 THE FINAL」では、愛海とタッグを組み、アジャ・コング＆橋本千紘組に勝利。その直後、急遽行われたエクストラマッチで"宿敵同士"であった里村とアジャがタッグを組み、橋本、岩田美香、暁千華、彩羽匠、YUNAの5人と2対5のハンディキャップマッチを行い、5分時間切れ引き分けとなった。この試合をもって里村は45歳で現役を引退した。
試合後の引退セレモニーではWWE時代の同僚のASUKAや女子世界王者のイヨ・スカイらからビデオメッセージが送られた。会場ではブル中野、北斗晶、ライオネス飛鳥、師である長与千種、センダイガールズプロレスリングの創業者である新崎人生らから花束が贈呈された。

## 得意技
2025年の引退直後に『週刊プロレス』で特集が掲載された際に、里村自身がこだわりのある技としては以下の二つの技を上げている。
デスバレーボム
三田英津子のオリジナル技で、ファイヤーマン・キャリーの体勢で相手を持ち上げ、横に倒れ込みながら相手の上半身をマットに叩き付ける投げ技。
GAEA JAPANに参戦していた北斗晶と師である長与千種の進めで本技を使うようになる。
三田には許可なく使用していたが、三田との対戦を通して三田から自分の実力を認められるようになり、本技を大事な技として引退まで使い続けたという。
引退直前の2024年11月の試合では、相手を完璧に持ち上げることができず、『自分、力なくなったな』と思うほど技をうまくかけられない事態もあったため、引退試合できれいに相手を投げることが課題のひとつだったとも述べている。
スコーピオライジング
片膝を付いた状態の相手の膝に自らの右足を引っかけ、左足で踵落としを放ち相手の後頭部から肩口にダメージを与える蹴り技。
若い頃のアジャコングとの対戦時に、デスバレーボムでは試合を決められない時期があり、デスバレーボムを見飽きた観客の反応も良くないと察した里村が、打撃で仕留められる技として考案したと述べている。
その他、『週刊プロレス』の引退記念特集内で取り上げられた技は以下の技である。
サトムラ・スペシャル
側転をしてからのニードロップ。
オーバーヘッドキック
本人が選ぶベストバウトの中で取り扱われた1999年のアジャコング戦で繰り出された技。
ローキック
2001年の北斗晶戦で、北斗の張り手と本技で相打ちになって両者ダウンとなるが、里村が立ち上がりKO勝ちを奪い取った時に用いられた技。
腕十字固め
1999年のアジャコング戦では、アジャの裏拳を腕十字で切り返し、粘り込んだ末に惜しくも敗戦したと記載されている。

## タイトル歴
GAEA JAPAN
- AAAWシングル王座（第7代、第12代）
- AAAWジュニアヘビー級タッグ王座（初代 w/ 加藤園子）
- AAAWタッグ王座（第8代 w/ 浜田文子、第10代 w/ 永島千佳世）
- ハイスパート600トーナメント 優勝（第2回）
- プレミアムリーグ 優勝（第1回）

Yes we can
- 1dayトーナメント 優勝（2009年）

スターダム
- ワールド・オブ・スターダム王座（第6代）

センダイガールズプロレスリング
- センダイガールズワールドシングルチャンピオンシップ（初代、第17代）
- 戦場トーナメント 優勝（第2回）

DDTプロレスリング
- KO-D無差別級王座（第66代）
- KO-D6人タッグ王座（第38代 w/ 橋本千紘&DASH・チサコ）

CHIKARA
- King of Trios（英語版） 優勝（2016年 w/ DASH・チサコ&カサンドラ宮城）

ファイトクラブ・プロ
- ファイトクラブ・プロ王座

wXw
- Femmes Fatales（英語版） 優勝（2018年）

プログレス
- プログレス女子王座（英語版）（第4代）

WWE
- NXT UK女子王座（第4代）

プロレス大賞
- 女子プロレス大賞（2013年）

## 入場テーマ曲
- ROCK YOUR LIFE AWAY

## エピソード
- 新人13人の中から長与千種の付き人に選ばれ、デビュー戦では長与のイメージカラーである赤色のコスチュームの着用を認められた。これは女子プロレス界では｢後継｣と見なされるため、この抜擢に周囲からの嫉妬もあったという[45]。以降も引退まで赤を基調としたコスチュームの着用を続けた。
- 師匠である長与は「努力ありきの天才。追い込むほど伸びるタイプ。まだ認めないよというと、泣きながらがんばってくる」と里村を評している[46]。逆に里村も｢（長与さんは）努力する天才。スターなのに、夜中も寝ずに練習していた。｣とキャリア初期で長与の練習姿勢から多くを学んだと語っている[47]。
- 月に1週間は徹夜で練習するようなGAEA JAPANでの厳しい新人生活については、全員が団体を大きくしようとストイックになりすぎていたと評し、｢月に１回の後楽園ホール大会を満員にする意気込みでやっていて、実際に10年間、満員でした。私はあの経験をして本当によかったと思っています。今後、あの時代よりも厳しいことは絶対に経験しないでしょうから」と振り返っている。また2000年公開のBBCのドキュメンタリー映画『ガイア・ガールズ』では当時のGAEA JAPANの選手たちの軍隊さながらの厳しい生活が描かれている[48]。
- 2001年に自身初のGAEA JAPANのシングル王者となった際は、社長の友人とのお祝いの会食として"日本一おいしいピザ屋"に連れていかれた。先輩に話しかけることが禁じられ自由のない生活が長かったために、「美味しいです」と自分の感情を表現していいのか分からずその一言を言えず、またそのことにショックを受けたという[49]。
- GAEA JAPANのトップ選手となった以降も「私なんて器じゃない」と不安になり、また寮の門限がなくなった反動もありパチンコに熱中する。勝つまで続けようとお金をつぎ込んだが3カ月で60万円負け、貯金を使い果たして目が覚めた。しかしその後、ケガで長期欠場中となり、その入院中にガイアの解散の報に触れた[50][51][52]。
- 一方自身が選手育成を行う仙女では付き人制度などは廃止しており、"プライベートでの感受性もレスラーのしての成長に大切"と2021年のインタビューで語っている[53]。
- 2019年には当時WWE所属のサーシャ・バンクスから｢日本で練習させてください｣と連絡があり、実際に来日して1週間仙女の練習に参加した。後にレッスルマニアのメインイベントで試合をするような選手から自団体で練習したいと言われたことに嬉しさを感じたという[54]。
- 引退時の仙台放送のインタビューでは引退後の目標として、"スーパースターを育て女子プロレスブームを起こすこと"、だと語っている[55]。また別のインタビューではスポーツ経験の無い選手を育てるのは時間もかかるため、WWEの選手育成の体制を参考に各界のトップアスリートを団体の新人として獲得し、レスラーとして育成するのが理想であり[56]、日本だけで無く世界各国からレスリング、柔道、ボクシングなどのアスリートをスカウトしたいと展望を語っている[57]。
- 『のほほんだけじゃダメかしら？』大槻ケンヂ著 集英社 にてインタビュー出演している。
- 宮城県では仙台市教育委員会による、小学校・中学校の特別授業［自分作り・夢教室］に数多く講演講師として出向いている。